# تام شینلی
تام شِـینلی (انگلیسی: Tom Schanley؛ زادهٔ ۵ مهٔ ۱۹۶۱) بازیگر، فیلم‌نامه‌نویس و تهیه‌کننده فیلم اهل ایالات متحده آمریکا است.
از فیلم‌ها یا مجموعه‌های تلویزیونی که وی در آن نقش داشته است، می‌توان به ان‌سی‌آی‌اس: لس آنجلس، ان‌سی‌آی‌اس: نیواورلئان، دکستر، ذهن‌های جنایتکار، سی‌اس‌آی: میامی، سی‌اس‌آی: نیویورک، بی‌واچ، بخش فوریت‌های پزشکی، یک زندگی بهتر، کسل، بیگانه را بگیر، تئوری توطئه، دودمان، هاوایی فایو-زیرو، جاگ، پیشتازان فضا: انترپرایز، شجاعت در زیر آتش، و چیزی زیر لباس نیست اشاره کرد.